# Kondwani Mtonga
Kondwani Mtonga (Lusaka, 14 juni 1986) is een Zambiaans voetballer die bij voorkeur als middenvelder speelt. Sinds 2014 speelt hij in de Indian Super League bij NorthEast United FC.

## Carrière
Mtonga startte zijn carrière in eigen land bij Zamtel Ndola alvorens in 2008 over te stappen naar ZESCO United. In 2013 stond hij in de belangstelling van de Franse club FC Sochaux, maar tot een transfer kwam het niet.

### Interlandcarrière
Sinds 2009 is Mtonga Zambiaans international. Hij maakte deel uit van het team dat in 2012 voor de eerste keer in de historie de Afrika Cup won.

## Erelijst

### MetZESCO United
| Competitie     | Winnaar | Winnaar    | Runner-up | Runner-up |
| Competitie     | Aantal  | Jaren      | Aantal    | Jaren     |
| -------------- | ------- | ---------- | --------- | --------- |
| Nationaal      |         |            |           |           |
| Premier League | 2x      | 2008, 2010 | 1x        | 2013      |

### MetZambia
| Competitie   | Winnaar | Winnaar | Runner-up | Runner-up |
| Competitie   | Aantal  | Jaren   | Aantal    | Jaren     |
| ------------ | ------- | ------- | --------- | --------- |
| Continentaal |         |         |           |           |
| Afrika Cup   | 1x      | 2012    |           |           |